# Langfurth
Langfurth település Németországban, azon belül Bajorországban. Lakosainak száma 2016 fő (2023. december 31.).

## Népesség
A település népessége az elmúlt években az alábbi módon változott:
| Lakosok száma | 1878 | 1463 | 2134 | 2128 | 2135 | 2102 | 2056 | 2027 | 2048 | 2016 |
|               | 1970 | 1975 | 2011 | 2012 | 2014 | 2015 | 2017 | 2019 | 2022 | 2023 |